# Hydroporus hellenicus
Hydroporus hellenicus là một loài bọ cánh cứng trong họ Bọ nước. Loài này được Mazzoldi & Toledo miêu tả khoa học năm 1992.